# Frank Meissner
Frank August Meissner (19 de julho de 1894 — 14 de maio de 1966) foi um ciclista olímpico estadunidense. Representou sua nação nos Jogos Olímpicos de Verão de 1912, em Estocolmo, onde conquistou uma medalha de bronze na prova por equipe de corrida em estrada.